# Natura 2000-område nr. 189 Ertholmene
Natura 2000-område nr. 189  Ertholmene omfatter klippeøerne Christiansø, Frederiksø, Græsholm, Tat og Østerskær og et omkringliggende havareal. Hele Natura 2000-området har et samlet areal på 1.265 ha, hvoraf de 1.229 ha er hav. Det  består af et habitatområde (H210) og et fuglebeskyttelsesområde (F79) og ligger  på tre lavvandede områder 18-20 kilometer nordøst for Bornholm.
Natura 2000-området ligger   i Vandområdedistrikt III Bornholm  i vandplanomåde  3.1 Bornholm.  i  Bornholms Regionskommune. Det ligger også i Havstrategidirektivets marin-baltiske region.

## Områdebeskrivelse
Området er udpeget for at beskytte klippenaturtyperne på Ertholmene og
det omgivende havområde, og  yngle- og trækfugle der findes i området, samt gråsæl. Her forekommer  naturtypen indlandsklipper (8220), men langt størstedelen
af øernes klipper er dog påvirket af saltvand, og henføres derfor til naturtypen Kystklint eller -klippe
(1230). Området er det eneste danske Natura 2000-område hvor  fuglearterne lomvie og alk yngler. Derudover findes der på skæret Tat en voksende bestand af gråsæler. Øerne har en stor bestand af edderfugle, der i de senere år har ligget mellem 1600 og 2000 ynglepar.
Geologisk  er øerne en granithorst, dannet af 1.400 millioner år gammel granit (grundfjeld). Det højeste punkt er 22 meter over havets overflade på Christiansø.
Græsholm er ubeboet, med en sparsom vegetation præget af gødning fra de mange
ynglefugle. Området har meget stejle kyster, og havbunden i den marine del når dybder på ned til
40 meter få hundrede meter fra kysten. Stenrevene fordeler sig fra relativt lavt vand og ned til ca.
40 meters dybde. Dele af revene er periodevis tørlagte.

## Naturfredning
Ertholmene er blevet fredet for at bevare de enestående kulturhistoriske og naturhistoriske værdier. Det er især pga. fuglene,  men forår og sommer gør padderne sig også bemærket med deres kvækken i de mange damme.
De små klippeknolde, der ligger ensomt ude i Østersøen, er ikke tilknyttet nogen kommune, da de ejes af Forsvarsministeriet. Øernes mure og bygninger  blev i 1926  fredet, idet staten bestemte, at de skulle bevares som et levende, kulturelt mindesmærke. Desuden blev fuglelivet på Græsholm fredet ved samme lejlighed. I 1985 blev Ertholmene underlagt en mere moderne fredningsbekendtgørelse, blandt andet på grund af det stigende antal turister, på mellem 70.000 og 80.000 årligt.  Ertholmene hører således til blandt de bedst beskyttede naturområder i Danmark, og er yderligere  udlagt som natur- og vildtreservat og Ramsarområde  hvorfor der gælder særlige restriktioner i forhold til jagt og færdsel både til lands og på havet.